# Pantelimon Halippa
Pantelimon (Pan) Halippa (ur. 1 sierpnia 1883 w Cubolcie, zm. 30 kwietnia 1979 w Bukareszcie) – mołdawski i rumuński polityk i dziennikarz, jeden z liderów ruchu narodowego Mołdawian, opowiadających się za zjednoczeniem Besarabii z Rumunią.

## Życiorys
Ukończył studia na wydziale matematyczno-fizycznym na Uniwersytecie w Dorpacie. Po rewolucji 1905 roku założył w Kiszyniowie, razem z Ionem Pelivanem, Stowarzyszenie na rzecz Narodowej Kultury Mołdawskiej. Udało im się również pozyskać kilku zamożnych darczyńców z grona mołdawskiej szlachty, by móc otworzyć pierwszą w Besarabii pod panowaniem rosyjskim gazetę drukowaną w języku mołdawskim (rumuńskim), cyrylicą. Pismo „Besarabia” wychodziło dwa razy w tygodniu i poruszało tematykę społeczno-polityczną, Halippa był w nim jednym ze stałych autorów. W gazecie pojawiały się artykuły wzywające do przeprowadzenia reformy rolnej, nadania Besarabii autonomii w granicach Rosji oraz wprowadzenia do szkół i urzędów w Besarabii języka mołdawskiego. Pismo ukazywało się do marca 1907 r., do momentu, w którym na jego łamach ukazał się wiersz „Przebudź się, Rumunie!”. Po tym wydarzeniu gubernator besarabski Aleksiej Charuzin nakazał jego zamknięcie.
Dzięki pomocy zamożnego filantropa Vasile Stroescu Halippa razem z innymi panrumunistami, opowiadającymi się za przyłączeniem Besarabii do Rumunii, razem ze współpracownikami ze Stowarzyszenia na rzecz Narodowej Kultury Mołdawskiej otworzył w 1913 w rumuńskich Jassach kolejne pismo, „Słowo mołdawskie”, które ukazywało się dwa razy w miesiącu do stycznia 1914, a następnie jako tygodnik. Drukowane było dwoma alfabetami: cyrylicą i łacińskim. Na jego łamach ukazywały się utwory literackie, wiadomości z Rosji i Mołdawii, teksty wzywające rumuńskojęzycznych mieszkańców Besarabii do walki o swoje prawa. W 1917 Stowarzyszenie na rzecz Narodowej Kultury Mołdawskiej przekształciło się w Mołdawską Partię Narodową, w której programie znalazł się postulat autonomii dla Besarabii i utworzenia autokefalicznej lokalnej Cerkwi prawosławnej, wolności słowa, prasy, wyznania, zgromadzeń, a także demokratycznego ustroju państwowego opartego na tajnym, powszechnym, równym, bezpośrednim głosowaniu w wyborach.
Po rewolucji lutowej został posłem do rosyjskiej Dumy i negocjował z Rządem Tymczasowym w sprawie autonomii dla Besarabii. W tym samym roku wszedł do mołdawskiej Rady Kraju, gdzie był liderem Bloku Mołdawskiego i wiceprzewodniczącym, a następnie przewodniczącym zgromadzenia, opowiadał się za zjednoczeniem Mołdawii z Rumunią. W ocenie Halippy i innego czołowego polityka mołdawskiego Iona Inculța miało to zablokować szybki rozwój ruchu rewolucyjnego w Besarabii, powstawania rad robotniczych, żołnierskich i chłopskich, działalność bolszewików oraz samorzutne przejmowanie ziemi przez chłopów. Pod koniec r. 1917 Halippa, Inculeț i ich frakcje zgodnie wezwały Rumunię do interwencji w Besarabii. Wojsko rumuńskie przekroczyło Prut jeszcze w grudniu 1917 r. i zaczęło faktycznie przejmować kontrolę nad Mołdawią. 27 marca 1918 r. Rada Kraju przegłosowała przyłączenie Demokratycznej Republiki Mołdawii do państwa rumuńskiego pod określonymi warunkami, gwarantującymi zachowanie autonomii Mołdawii. Jesienią 1918 r., wobec przyłączenia do Rumunii Siedmiogrodu i Banatu, a także opanowania Bukowiny, panrumuniści z Rady Kraju na czele z Pantelimonem Halippą doprowadzili do tego, że również Mołdawia bez żadnych zastrzeżeń weszła w nowe granice Rumunii (tzw. Wielka Rumunia). Przy braku kworum, w głosowaniu przeprowadzonym nocą, deputowani kierowanego przez Halippę Bloku Mołdawskiego przegłosowali natychmiastową unię z Rumunią, wycofanie się ze sformułowanych w marcu żądań, których spełnienie miało ją warunkować, a w związku z tym - samorozwiązanie Rady Kraju.
Pantelimon Halippa pozostawał aktywny w polityce rumuńskiej w okresie międzywojennym, jednak jego rola i znaczenie nigdy nie były już takie, jak w ruchu narodowym besarabskich Mołdawian. Zjednoczył Mołdawską Partię Narodową z kilkoma mniejszymi ugrupowaniami wywodzącymi się z Besarabii, tworząc Partię Chłopską Besarabii, a następnie włączając ją do Partii Chłopskiej działającej na terenie całej Rumunii i kierowanej przez Iona Michalache. Wszedł do kilku rumuńskich rządów.
W 1948 usunięto go z Akademii Rumuńskiej, zaś dwa lata później został aresztowany i osadzony w więzieniu w Sighecie. Został wydany NKWD i przewieziony do Kiszyniowa, gdzie za swój udział w oderwaniu Besarabii od Rosji i jej włączeniu do Rumunii został skazany na 25 lat prac przymusowych i wywieziony na Syberię. Zwolniono go ostatecznie w 1957. Zmarł w 1979.
W 1990 Akademia Rumuńska ponownie przyjęła go, pośmiertnie, w swoje szeregi.